# ADP-ribosylarginine hydrolase
L'ADP-ribosylarginine hydrolase est une hydrolase qui catalyse les réactions :

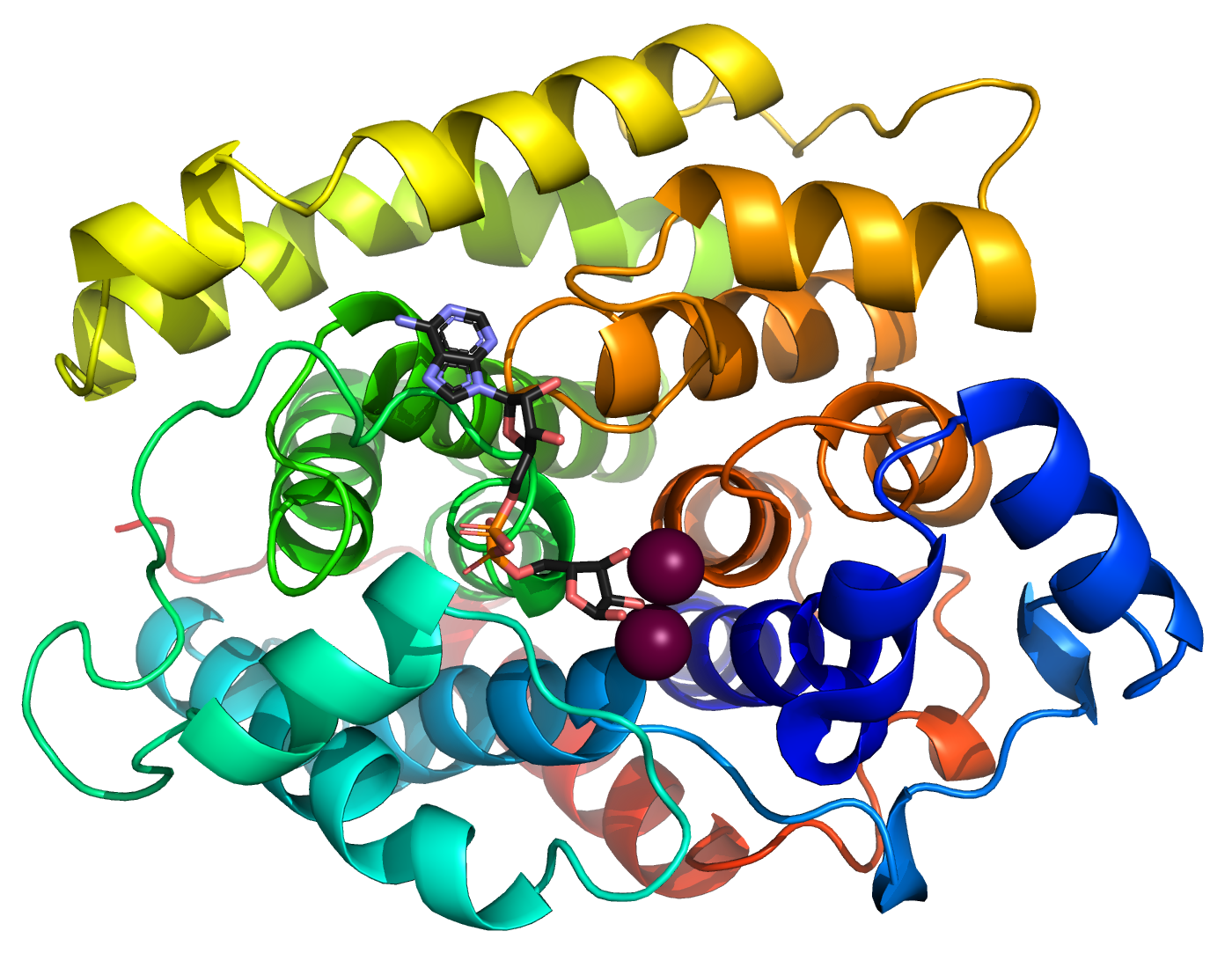

1. Nω-(ADP-D-ribosyl)–L-arginine–protéine + H2O  {\displaystyle \rightleftharpoons }  ADP-D-ribose + L-arginine–protéine ;
2. Nω-(ADP-D-ribosyl)–L-arginine H2O  {\displaystyle \rightleftharpoons }  ADP-D-ribose + L-arginine.

Cette enzyme annule l'effet des mono(ADP-ribosylations) des protéines, du type de celles réalisées par la NAD+-protéine-arginine ADP-ribosyltransférase ; elle ne réalise cependant pas la réaction inverse de cette dernière, car elle ne régénère par le NAD.